# Phoenicopterus
Phoenicopterus – rodzaj ptaków z rodziny flamingów (Phoenicopteridae).

## Zasięg występowania
Rodzaj obejmuje gatunki występujące w Europie, Azji, Afryce, Ameryce Południowej i Środkowej.

## Morfologia
Długość ciała 105–145 cm, rozpiętość skrzydeł 140–165 cm; masa ciała 2100–4100 g.

## Systematyka

### Etymologia
- Phoenicopterus (Phenicopterus, Phaenicopterus, Phönicopterus): łac. phoenicopterus „flaming”, od gr. φοινικοπτερος phoinikopteros „flaming”, od φοινιξ phoinix, φοινικος phoinikos „karmazynowy”; -πτερος -pteros „-skrzydły”, od πτερον pteron „skrzydło”. Pomimo niecodziennego wyglądu i nawyków rozrodczych, flaming różowy (P. roseus) był dobrze znany starożytnym i służył jako przysmak na stołach bogaczy[11].
- Phoenicorodias: gr. φοινιξ phoinix, φοινικος phoinikos „karmazynowy, czerwony”; ερωδιος erōdios „czapla”[12]. Gatunek typowy: Phoenicopterus ruber Linnaeus, 1758.
- Gervaisia: prof. François Louis Paul Gervais (1816–1879), francuski zoolog (anatomia porównawcza)[13]. Gatunek typowy: †Phoenicopterus croiseti Gervais, 1852.
- Harrisonavis: Colin James Oliver Harrison (1926–2003), angielski ornitolog; łac. avis „ptak”[14]. Nazwa zastępcza dla Gervaisia Harrison & Walker, 1976.

### Podział systematyczny
Do rodzaju należą następujące gatunki:
- Phoenicopterus roseus – flaming różowy – takson wyodrębniony z P. ruber[16][17][18]
- Phoenicopterus ruber – flaming karmazynowy
- Phoenicopterus chilensis – flaming chilijski